# جام خیریه انگلستان ۱۹۷۷
 جام خیریه انگلستان ۱۹۷۷ ، ۵۵امین رقابت سالانه مابین قهرمانان لیگ دسته اول فوتبال انگلستان و جام حذفی فوتبال انگلستان است.
این مسابقه در تاریخ ۱۳ آگوست ۱۹۷۷ مابین تیم‌های لیورپول و منچستر یونایتد در ورزشگاه ومبلی لندن برگزار شده‌است.
این مسابقه با نتیجه صفر بر صفر مساوی به پایان رسید.

## جزئیات مسابقه
| لیورپول | ۰ – ۰ | منچستر یونایتد |
| ------- | ----- | -------------- |
|         |       |                |